# Dietlind Tiemann
Dietlind Tiemann (nascido em 30 de agosto de 1955) é uma política alemão da União Democrata-Cristã (CDU) que atua como membro do Bundestag pelo estado de Brandenburg desde 2017.

## Carreira política
Tiemann tornou-se membro do Bundestag nas eleições federais alemãs de 2017. No parlamento, ela actua no Comité de Finanças e no Comité de Educação, Pesquisa e Avaliação de Tecnologia.

## Posições políticas
Antes da eleição para a liderança dos democratas-cristãos em 2021, Tiemann endossou publicamente Friedrich Merz para suceder a Annegret Kramp-Karrenbauer como presidente do partido.